# Hidra Australă (constelație)
Hidra Australă este o constelație.